# Портянур
 Портянур  — деревня в Параньгинском районе Республики Марий Эл. Административный центр Портянурского сельского поселения.

## География
Находится в восточной части республики Марий Эл на расстоянии приблизительно 6 км по прямой на запад от районного центра посёлка Параньга.

## История
Известна с 1717 года как починок Портанур, где в 15 дворах проживали 48 марийцев. Уже в 1782 году отмечена как татарская деревня (157 жителей). В 1836 году здесь было 62 двора, 464 человека. Первая мечеть построена была в 1806 году. 
В «Списке населенных мест по сведениям 1859—1873 годов», изданном в 1876 году, населённый пункт упомянут как казённая деревня Портянур Уржумского уезда Вятской губернии. Располагалась при речке Кокшерке, по правую сторону Старо-Казанской коммерческой дороги, в 65 верстах от уездного города Уржума и в 21 версте от становой квартиры в казённом селе Турек (Турекское). В деревне, в 97 дворах жили 660 человек (332 мужчины и 328 женщин), была мечеть.
В 1884 году здесь было 169 дворов, 949 человек, в 1905 218 и 1275, в 1925 1672 человека. К 1995 году в деревне было 340 домов, населения стало 1100 человек. В 1996 году построена новая каменная мечеть. В советское время работали колхозы «Янга юл» и «Маяк».

## Население
Население составляло 967 человек (татары 98 %) в 2002 году, 819 в 2010.

## Религия
Мечети
- Мечеть